# Кирило Григорович
Григорович Кіндрат (чернече ім'я Кирило) — ігумен Михайлівської пустині, викладач Московської слов'яно-греко-латинської академії. Вихованець Києво-Могилянської академії.

## Біографія
Вищу освіту здобув у Києво-Могилянська академія (навчався до класу філософії).
1740 направлений викладачем до Рязанської семінарії (читав латинську мову й піїтику, а 1743/1744 навчального року — риторику). Дуже піклувався про комплектування доброї бібліотеки: склав її реєстр, їздив до Москви з метою придбання книг латинською мовою («риторичних і поетичних»), звідки 1741 р. привіз численні твори Цицерона, Тіта Лівія, Саллюстія, П. Вергілія, Квінта Курція та інші.
1744 р. — викладач Московської слов'яно-греко-латинської академії (почав з фари і дійшов до посади професора риторики).
1748 р. дістав сан ієромонаха. Законовчитель Санкт-Петербурзького сухопутного шляхетського кадетського корпусу. Перебував на цій посаді до 1756 р., коли за дорученням Синоду зайнявся виправленням перекладу творів Івана Золотоустого відповідно до грецьких оригіналів, видання яких на той час готувалося.
1759–1760 рр. — ігумен Михайлівської пустині (поблизу міста Лебедин). За порушення церковної дисципліни переведено до простої братії Курського Знаменського монастиря (1760 р.), де й закінчив свій життєвий шлях.